# Wenus z Berechat Ram

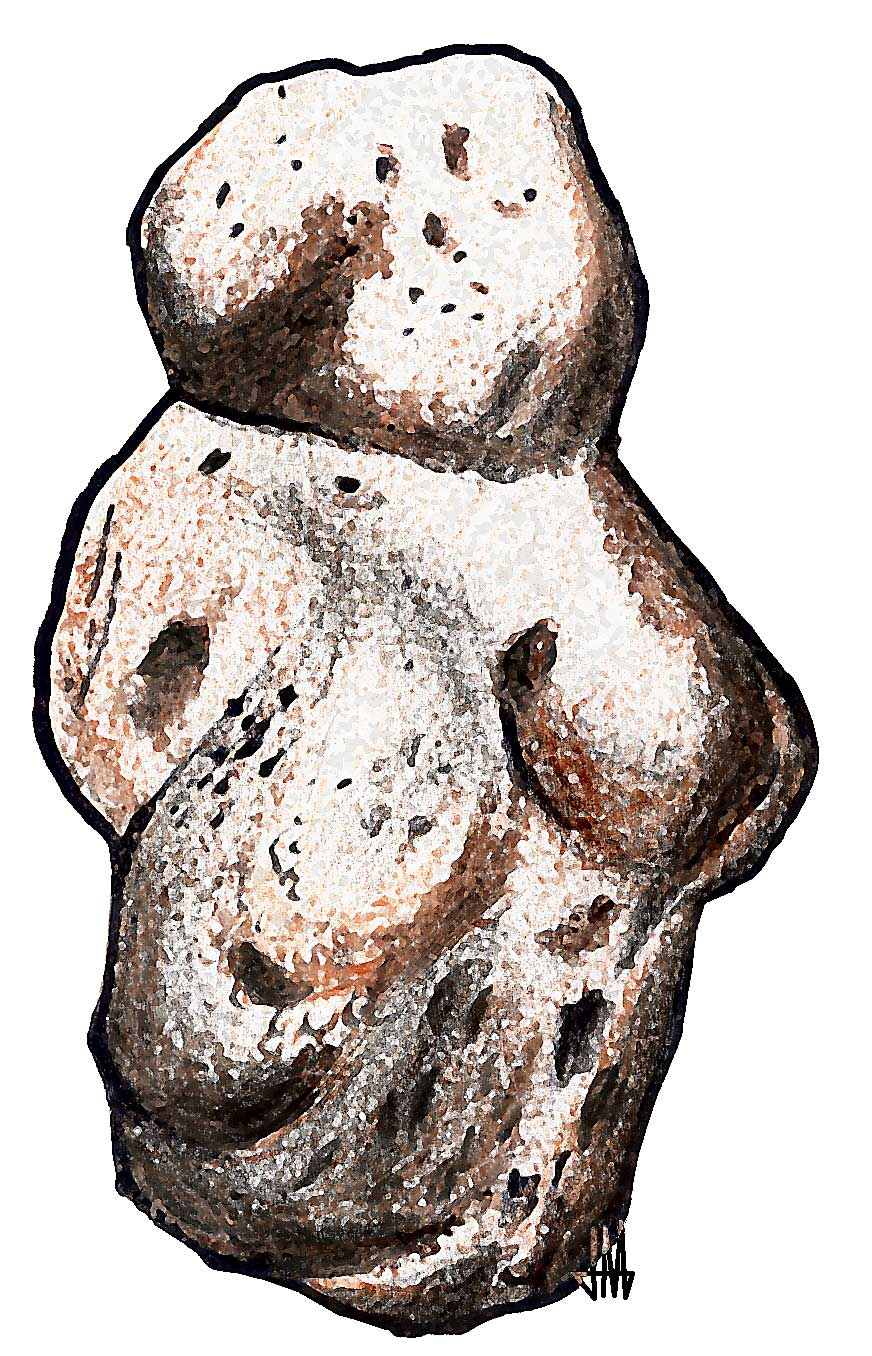
Rysunek figurki Wenus z Berechat Ram

Wenus z Berechat Ram – niewielka Wenus paleolityczna znaleziona na wzgórzach Golan.

## Opis
Figurka ma długość 35 mm. Jest wykonana z wulkanicznego tufu. Na swojej powierzchni ma co najmniej trzy rowki, wykonane przy użyciu zaostrzonego kamienia. Jedno głębokie nacięcie okrąża wąską część kamienia a pozostałe dwa płytsze biegną po obu stronach ku dołowi. Te rowki mogą symbolizować kark i ramiona figurki. Przypominają ślady jakie powstawały w podobnych materiałach przy użyciu zaostrzonych narzędzi w warunkach doświadczalnych. Zdecydowanie odróżniają się od tych, jakie mogły powstać na skutek działań niezależnych od człowieka. Dlatego istnieje zgoda co do tego, że figurka została wykonana ludzkimi rękami, nawet jeśli wykazuje ona małe podobieństwo do innych figurek Wenus powstałych w górnym paleolicie.

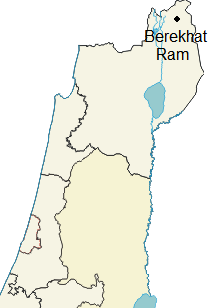
Mapa okolic Berechat Ram

Figurka została znaleziona pomiędzy dwiema warstwami popiołu. Jest datowana na co najmniej 230000 lat p.n.e. Jeśliby uznać, że jest wyobrażeniem kobiecej figury, rzeźba byłaby najstarszym przykładem sztuki przedstawienniczej znajdującym się w zbiorach archeologicznych. Mogła zostać wykonana przez Homo erectus i wchodzić w skład kultury aszelskiej.